# 東成瀬テレビ中継局
東成瀬テレビ中継局（ひがしなるせテレビちゅうけいきょく）は、秋田県雄勝郡東成瀬村に置かれているテレビジョン放送の中継局である。

## 中継局概要

### デジタルテレビ放送
| リモコンキーID | 放送局名         | チャンネル番号 | 空中線電力 | ERP   | 偏波面   | 放送対象地域 | 放送区域内世帯数 | 運用開始日     |
| -------------- | ---------------- | -------------- | ---------- | ----- | -------- | ------------ | ---------------- | -------------- |
| 1              | NHK 秋田総合     | 40             | 300mW      | 1.05W | 水平偏波 | 秋田県       | 約800世帯        | 2008年11月11日 |
| 2              | NHK 秋田教育     | 39             | 300mW      | 1.05W | 水平偏波 | 全国         | 約800世帯        | 2008年11月11日 |
| 4              | ABS 秋田放送     | 41             | 300mW      | 1.05W | 水平偏波 | 秋田県       | 約800世帯        | 2008年11月11日 |
| 5              | AAB 秋田朝日放送 | 43             | 300mW      | 1.05W | 水平偏波 | 秋田県       | 約800世帯        | 2008年11月11日 |
| 8              | AKT 秋田テレビ   | 42             | 300mW      | 1.05W | 水平偏波 | 秋田県       | 約800世帯        | 2008年11月11日 |

- 所在地： 雄勝郡東成瀬村[2][3]
- 放送区域： 横手市及び雄勝郡東成瀬村の各一部[2][3]
- 2008年6月26日に予備免許が交付され[4][2]、8月20日に試験放送を開始。11月6日に本免許が交付され[5][3]、11月11日に本放送を開始した[1]。

### アナログテレビ放送
| チャンネル番号 | 放送局名         | 空中線電力        | ERP                 | 偏波面   | 放送対象地域 | 放送区域内世帯数 | 運用開始日    |
| -------------- | ---------------- | ----------------- | ------------------- | -------- | ------------ | ---------------- | ------------- |
| 44             | NHK 秋田総合     | 映像3W/ 音声750mW | 映像12.5W/ 音声3.2W | 水平偏波 | 秋田県       | -                | 1970年9月16日 |
| 46             | NHK 秋田教育     | 映像3W/ 音声750mW | 映像12.5W/ 音声3.2W | 水平偏波 | 全国         | -                | 1970年9月16日 |
| 48             | ABS 秋田放送     | 映像3W/ 音声750mW | 映像12.5W/ 音声3.2W | 水平偏波 | 秋田県       | -                | -             |
| 50             | AKT 秋田テレビ   | 映像3W/ 音声750mW | 映像12.5W/ 音声3.2W | 水平偏波 | 秋田県       | -                | -             |
| 52             | AAB 秋田朝日放送 | 映像3W/ 音声750mW | 映像14.5W/ 音声3.7W | 水平偏波 | 秋田県       | -                | -             |

- 所在地： デジタルテレビ放送に同じ
- 2011年7月24日をもってすべて廃止された。